# Visual Installer
Visual Installer är ett installationsverktyg utvecklat av SamLogic som kan användas för att skapa installationsprogram för plattformen Microsoft Windows. Verktyget stöder både klient- och serverversioner av Windows. Den första versionen av Visual Installer släpptes 1995.

## Funktioner
Några nyckelfunktioner i programmet är:
- Stöd för Windows 8, Windows 7, Windows Vista, Windows XP, Windows 2000.
- Skapade installationsprogram kan även köras på server-versioner av Windows.
- Både 32-bitars och 64-bitars mjukvara kan installeras.
- Kan generera en enda EXE-fil för distribution.
- Kan installera Visual Basic-applikationer och Excel Add-ins. [1]
- Kan kodsignera installationsprogram automatiskt.
- Hanterar licensnycklar och lösenord. En licensnyckelgenerator ingår.